# 彤彩
《彤彩》是鳳飛飛加盟北聯唱片第二張專輯，也是他個人的第六十四張專輯；北聯唱片1985年4月發行。

2001年8月由麗歌唱片與飛躍藝人經紀工作室完整復刻此專輯。

## 專輯簡介
延伸了『彩虹』、飛躍過『夏艷』，鳳飛飛再度把我們帶進一片彤彩，
她獨特、圓潤地傾述期待、歡愉、黯然和離愁，
於是那些我們曾經擁有的年少夢幻、煙霞往事，
悲喜交織成光影，一時都來眼前浮動，
鳳飛飛最新作品「瀟洒的走」、「午夜的街頭」，

音韻迴盪，引導您我尋向記憶更深處......

## 新加坡專輯宣傳
鳳飛飛在1985年4月13日飛到新加坡，為宣傳《彤彩》專輯而拍攝新加坡廣播局的45分鐘電視特輯《彤彩》。此電視特輯在1985年6月30日（星期日）晚上8:30於第八波道播出，内容包括鳳飛飛自述樂壇成就、（非鳳飛飛本人）訪問影迷、分享新專輯概念以及一系列新歌、舊歌的MV等等。
其中，【午夜的街頭】MV選擇在薛爾思橋高速公路拍攝，引起周圍一陣騷動，過客在不能停車的高速公路紛紛停車，跨越欄杆，聚集在一起觀看拍攝過程，讓原本的高速公路變成單條車路。雖然導演一度擔心妨礙交通、被警察干涉，但所幸拍攝順利結束。

## 新加坡版專輯銷售量
正版：至少49000張。
盜版：新麗聲老闆估計專輯發行初期至少有70000張。

## 專輯曲目
| 曲序 | 曲名       | 作詞           | 作曲         | 編曲   | 長度 | 備註 |
| 01   | 瀟洒的走   | 洪光達         | 中島美雪     | 陳志遠 |      | 改編自中島美雪的《世上只剩兩個人》 甄妮粵語版《陪我去逛街》 甄妮翻唱；收錄於《無心的謊言》 楊林 (歌手)翻唱；收錄於《粉紅色的回憶》（海外版新歌+精選輯） 高勝美翻唱；收錄於《緣》 林靈翻唱；收錄於《永遠的情歌2》 動力火車翻唱；收錄於《MAN》 龍千玉翻唱台語版《失落的過去》 |
| 02   | 午夜的街頭 | 何啟弘         | 陳復平       | 陳志遠 |      | 林玉英翻唱；收錄於《山地情歌第二十二集》 羅賓翻唱；收錄於《第二十三輯 羅賓的謎情》 |
| 03   | 雜草之路   | 童安格／洪林   | 黃木山       | 陳志遠 |      | |
| 04   | 筆下留情   | 高資敏         | 鈕大可       | 陳志遠 |      | |
| 05   | 漂泊       | 洪光達／林秋離 | 南妮         | 陳志遠 |      | |
| 06   | 雪中行     | 童安格         | 童安格       | 陳志遠 |      | |
| 07   | 酒         | 柯梅/曉春      | 小蟲         | 陳志遠 |      | |
| 08   | 前景       | 洪光達         | 劉偉仁       | 陳志遠 |      | |
| 09   | 牽情       | Joni           | 陳彼得       | 陳志遠 |      | 中視八點檔連續劇《牽情》主題曲 林靈翻唱；收錄於《永遠的情歌2》 張清芳翻唱；獨家收錄於海外版《激情過後》卡帶 |
| 10   | 畫過彩虹   | 林秋離         | 童安格／安安 | 陳志遠 |      | |

## 專輯版本
- 黑膠唱片[8]
  - 1985年4月台灣北聯唱片發行
  - 1985年4月11日新加坡新麗聲機構發行[9]
  - 2015年12月2日飛躍製作；禾廣娛樂發行
    - 復刻透明水晶膠、彩膠
    - 200 GRAM美國壓製限量紀念版
    - 彩膠附獨立流水編號（印在封套背面）；透明水晶膠無獨立流水編號
- 卡帶
  - 1985年4月台灣北聯唱片發行
  - 1985年4月11日新加坡新麗聲機構發行
  - 1985年馬來西亞歌林機構發行
- 匣式帶
  - 1985年4月台灣北聯唱片發行
- CD
  - 2001年8月台灣飛躍藝人經紀工作室製作；麗歌唱片發行。
  - 2012年4月3日台灣飛躍製作；禾廣娛樂發行

## 外部連結
. Newspaper SG. 聯合晚報. 1985-04-14  [2024-11-01].
. Newspaper SG. 新明日報. 1985-04-18  [2024-11-01].
. Newspaper SG. 新明日報. 1985-04-29  [2024-11-01].
. Newspaper SG. 聯合早報. 1985-05-08  [2024-11-01].
. Newspaper SG. 聯合晚報. 1985-06-30  [2024-11-01].
. Udn部落格. 2009-10-17  [2024-10-25]. （原始内容存档于2010-02-23）.